# Seikanron

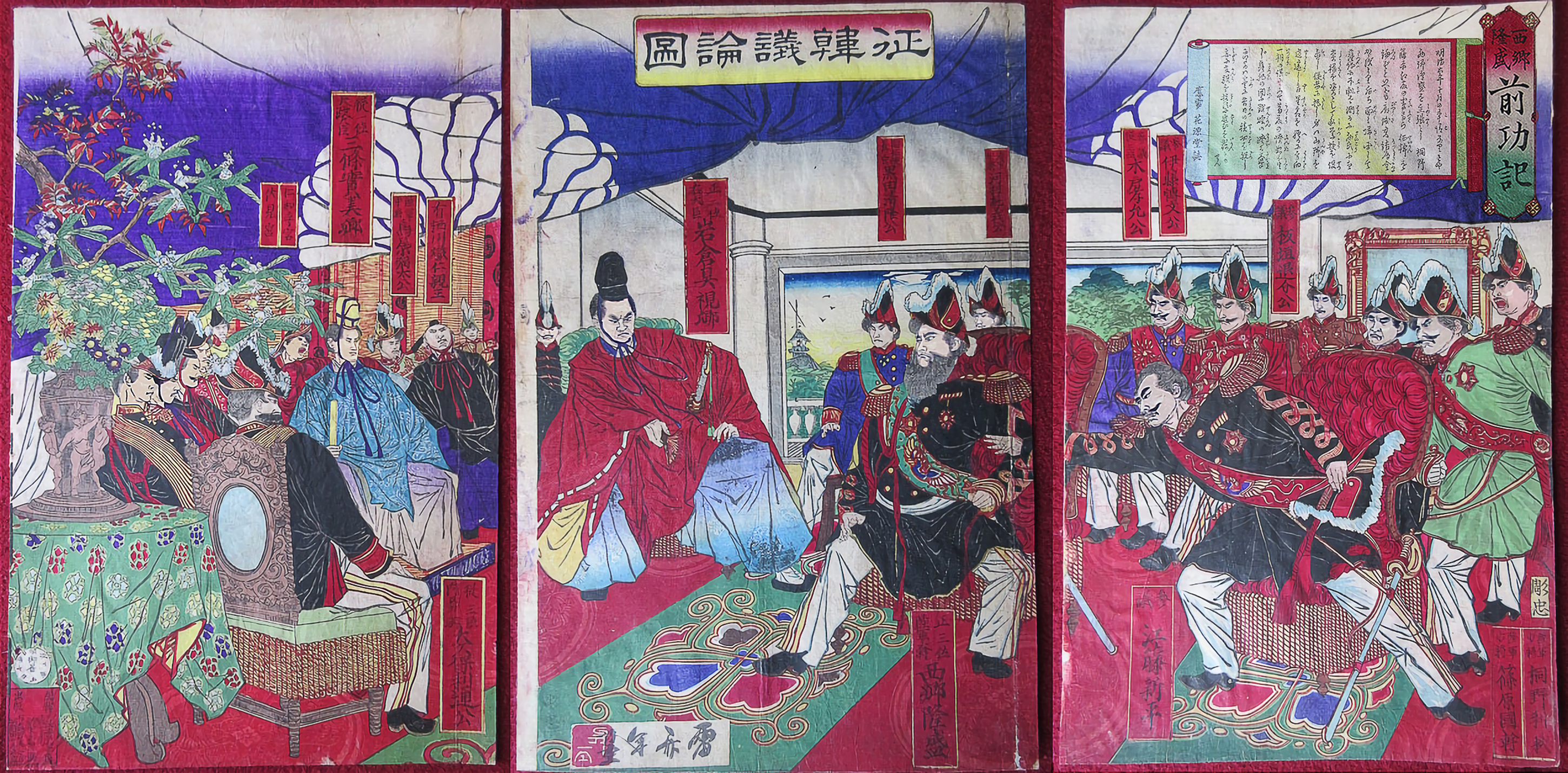
Seikanron. Saigō Takamori, seduto al cento, discute con altri membri del governo. Dipinto del 1877

Il termine Seikanron (in giapponese: 征韓論; in coreano:정한론, Jeonghanron, letteralmente: "dibattito sulla conquista della Corea") si riferisce a una disputa politica all'interno del governo giapponese in merito ad un'eventuale azione militare contro la Corea. La discussione raggiunse il suo culmine nell'ottobre 1873. Il punto di scontro tra i fautori dell'intervento, riuniti intorno a Saigō Takamori e Itagaki Taisuke, e gli oppositori, riuniti intorno a Ōkubo Toshimichi e Iwakura Tomomi, non era tanto la questione di una politica estera espansionistica in sé, quanto quella del momento giusto per intraprendere l'azione e della futura direzione della politica giapponese.
La disputa portò a una spaccatura nel nuovo governo Meiji e alle dimissioni di Saigō Takamori, Itagaki Taisuke e Etō Shimpei dal Daijō-kan, il Grande Consiglio di Stato. Le discordie all'interno del governo dell'ancora giovane Stato Meiji provocarono una serie di assassinii, rivolte e ribellioni.

## Contesto
Solo pochi anni prima, un gruppo di giovani samurai provenienti dai domini (han) di Satsuma e Chōshū aveva rovesciato lo shōgunato Tokugawa con la guerra Boshin e con il successivo rinnovamento Meiji, ripristinando l'importanza politica del Tennō e formando un nuovo governo. Quest'ultimo, riconosciuto il vantaggio tecnologico dell'Occidente, si era dedicato alla modernizzazione di tutti i settori della società giapponese per evitare la colonizzazione da parte di una potenza occidentale. Molte delle riforme fondamentali suscitarono risentimento, soprattutto tra i membri dell'ex casta dei guerrieri. Già nel 1869, Kido Takayoshi riconobbe la possibilità di incanalare i conflitti interni in un'avventura militare in Corea. Si trattava della strategia che Toyotomi Hideyoshi aveva già seguito durante la guerra Imjin, alla fine del XVI secolo.
L'inizio del dibattito avvenne in un momento in cui i più importanti membri del nuovo governo stavano visitando l'Europa e il Nord America come membri della missione Iwakura, i cui scopi erano quelli di esplorare l'economia, la tecnologia, la politica e la società del mondo occidentale e di cercare di rivedere i trattati ineguali.
Nel corso delle riforme fu anche ridefinito l'orientamento delle relazioni estere giapponesi con la Cina e la Corea. Il coreano Heungseon Daewongun (reggente per conto del figlio, re Gojong) si rifiutò di riconoscere come imperatore il sovrano giapponese, poiché nel sistema tradizionale di relazioni in Asia orientale, solo l'imperatore cinese era riconosciuto come Figlio del Cielo. Lo sforzo unilaterale del Giappone di riformare le tradizional relazionii con la Corea, mantenute durante il periodo Edo dal clan Sō di Tsushima, rendendole conformi al diritto internazionale, portò a tensioni con i coreani nell'antica stazione commerciale giapponese (waegwan) di Tongnae, vicino a Pusan. Negli ambienti governativi giapponesi il comportamento della Corea fu considerato un affronto e diede origine alla richiesta di azioni militari.

## Svolgimento della discussione

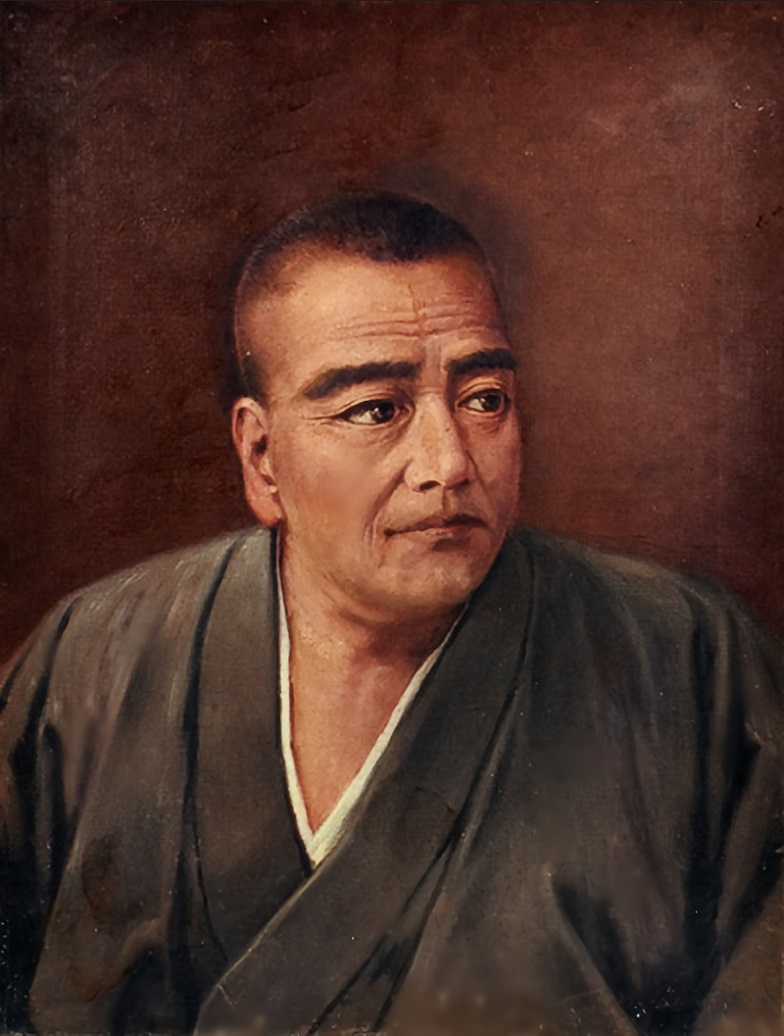
Saigō Takamori

La proposta specifica di inviare una forza di spedizione militare in Corea fu discussa per la prima volta nel Daijō-kan il 12 giugno 1873. Al momento non era ancora prevista la conquista della Corea, ma solo una dimostrazione di forza per proteggere i cittadini giapponesi in Corea e richiedere l'avvio di negoziati per un trattato. Il più convinto sostenitore di tale azione era Itagaki Taisuke, che riteneva che il governo dovesse garantire la sicurezza dei suoi cittadini. Inizialmente la maggioranza fu favorevole alla proposta, ma Saigō Takamori, considerato uno dei più forti sostenitori di un'azione militare, era contrario a passi affrettati, ritenendo che questa linea di condotta avrebbe potuto causare l'intervento di una potenza occidentale. Saigō suggerì di inviare un emissario a Seul: se quest'ultimo fosse stato ferito o ucciso, a questo punto sarebbe stato legittimato l'invio di una forza di spedizione. Saigō si offrì volontario per questa missione. Convinto da queste argomentazioni, Itagaki ritirò la sua proposta e da quel momento sostenne il piano di Saigō.
Il Gran Cancelliere Sanjō Sanetomi rimandò la decisione di inviare Saigō fino al ritorno del Ministro degli Esteri ad interim Soejima Taneomi da Pechino, dove aveva protestato per l'uccisione di 54 mercanti delle isole Ryūkyū da parte di nativi di Formosa. Al suo ritorno, Soejima fu sorpreso di scoprire che durante la sua assenza era stata pianificata una spedizione punitiva contro la Corea e non contro Formosa. Alla conferenza intergovernativa del 17 agosto 1873 la proposta di Saigō fu infine accettata. Saigō, però, sarebbe stato nominato inviato speciale in Corea solo dopo il ritorno in Giappone dei partecipanti alla missione Iwakura.

Membri della Missione Iwakura. Al centro, seduto in abito tradizionale, Iwakura. All'estrema destra Ōkubo

Quando Iwakura Tomomi, Ōkubo Toshimichi, Itō Hirobumi e Ōkuma Shigenobu tornarono dal loro viaggio in Occidente, votarono contro l'invio di Saigō in Corea. Le ragioni della loro opposizione erano diverse, ma in primo luogo essi ritenevano che ci fossero questioni più urgenti, come la risoluzione del problema di Formosa e le tensioni tra coloni giapponesi e soldati russi a Sachalin. Più grave, tuttavia, era la preoccupazione di Iwakura e soprattutto di Ōkubo per un'azione affrettata che avrebbe potuto provocare uno scontro con un Paese occidentale, dal momento che durante il loro viaggio avevano potuto osservare con i loro occhi la superiorità tecnologica e militare dei Paesi occidentali.
Il 23 ottobre 1873 fu Iwakura, in qualità di vicepresidente del Daijō-kan, a presentare al Tennō il risultato della discussione del consiglio, poiché Sanjō, che in qualità di presidente del consiglio ne era effettivamente responsabile, si era ritirato per gravi motivi di salute. Dopo che Iwakura ebbe spiegato all'imperatore che le riforme interne dovevano avere la precedenza, la decisione di inviare Saigō come inviato in Corea fu rivista. Per protesta, Saigō, Itagaki, Soejima, Etō e Gotō Shōjirō si dimisero dal Daijō-kan.
I motivi delle controversie non erano così chiaramente definiti come potrebbe sembrare a posteriori; cambiarono infatti in modo significativo nel corso del dibattito. Per esempio, Kido Takayoshi inizialmente sostenne una politica aggressiva nei confronti della Corea, ma vi si oppose con veemenza nella fase cruciale del dibattito.

## Conseguenze e significato
L'importanza storica del Seikanron non risiede tanto nella decisione sulla direzione della politica estera, quanto nel riallineamento della leadership politica e negli sconvolgimenti politici interni che il dibattito comportò. Negli anni successivi, sulla base dei risultati della missione Iwakura, la leadership Meiji si concentrò sull'industrializzazione e la modernizzazione del Giappone per creare una nazione forte e ricca. La firma del trattato di amicizia Giappone-Corea meno di tre anni dopo dimostra però che anche coloro che si opponevano alla proposta di Saigō erano in linea di principio favorevoli a una politica estera espansiva.
I perdenti del dibattito continuarono la loro opposizione al governo anche dopo aver lasciato il Daijō-kan. Itagaki Taisuke, inizialmente con il sostegno di Etō Shimpei, fondò l'Aikoku Kōtō, il primo partito politico del Giappone moderno, e in seguito divenne una figura centrale nel movimento per i diritti civili e la libertà. Diverso fu il caso di Etō Shimpei, che optò per l'opposizione violenta con la ribellione di Saga del 1874, così come fece Saigō Takamori, che guidò la più importante rivolta contro il governo, la ribellione di Satsuma del 1877, facendo leva sul malcontento degli ex samurai, per i quali l'invasione della Corea avrebbe dovuto rappresentare uno sbocco. Ōkubo Toshimichi, dopo aver sedato le ribellioni contro il nuovo Stato Meiji, fu assassinato da Shimada Ichirō, un seguace di Saigō, nel 1878.